# Laszlo L. Lorincz
László L. Lőrincz  (Leslie L. Lawrence) (né à Szilvásszentmárton le 15 juin 1939) est un orientaliste hongrois, auteur de science-fiction et traducteur. Sa collection de 1982 A nagy kupola szégyene (La Honte du Grand Dôme) traite de  la criminalité, la peine, et l'isolement social. Plusieurs de ses romans sont connus pour leurs intrigues et idées. Aujourd'hui, il est l'écrivain best-seller le plus connu de Hongrie.
Ses œuvres de fiction peuvent être divisées en deux grandes catégories : romans traditionnels de science-fiction et récits d'aventures, la plupart publiés sous le nom de Leslie L. Lawrence. Ses œuvres se distinguent par leur mise en valeur de la mythologie orientale[évasif] (d'une manière assez précise, car il est un orientaliste).